# Adetus insularis
Adetus insularis är en skalbaggsart som beskrevs av Stephan von Breuning 1940. Adetus insularis ingår i släktet Adetus och familjen långhorningar.
Artens utbredningsområde är Panama. Inga underarter finns listade i Catalogue of Life.